# Johana Anglická (1165–1199)
Johana Anglická (říjen 1165, Angers–4. září 1199, klášter Fontevrault) byla sicilská královna a poté hraběnka z Toulouse. Zúčastnila se třetí křížové výpravy.

## Život

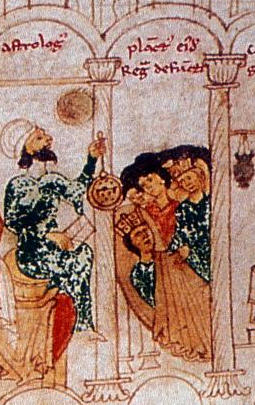
Vilémova smrt (Liber ad honorem Augusti od Petra z Ebula)

Johana se narodila v Anjou jako sedmý potomek Jindřicha Plantageneta a Eleonory Akvitánské.13. února 1177 byla v Palermu po předchozím osmiletém zasnoubení a nebezpečné plavbě provdána za vzdělaného a dvorného sicilského krále Viléma. Téhož dne byla i korunována na sicilskou královnu. Roku 1181 se manželům narodil syn Bohemond, který záhy zemřel. Vilém zemřel roku 1189 ve Svaté zemi a dědičkou trůnu se stala Vilémova teta Konstancie Konstancie, manželka Jindřicha VI. Domácí šlechta nechtěla vládu štaufské dynastie a podpořila nelegitimního Tankreda z Lecce. Tankred, současníky označován za malého ošklivého bastarda, který vypadal jako opice s korunou na hlavě byl korunován v Palermu v lednu 1190 a uvrhl mladou vdovu do vězení.

### Kruciáta
30. prosince 1189 se v Nonancourtu sešel novopečený anglický král Richard Lví srdce se svým francouzským protějškem Filipem Augustem a dohodli se, že si během plánované křížové výpravy budou navzájem zachovávat věrnost a odjedou 1. dubna 1190. 16. března se k věrnosti přidal i slib o bránění vlastnictví toho druhého a šlechtici obou zemí si slíbili, že se nedopustí vzájemných potyček na cizím území.Odjezd byl stanoven na 1. července. Křižáci se nakonec vydali na výpravu 4. července 1190 z Vézelay a oba proudy směřovaly do sicilské Mesiny, kam Filip dorazil mnohem dříve než Richard. Vilém Sicilský, který oba panovníky pozval, byl již téměř rok po smrti a zemi vládl Tankred. Vilémova vdova Johana byla uvězněna a oloupena o svůj vdovský podíl a Tankred se nechystal ani vyplnit Vilémův odkaz pro Jindřicha II., který měl připadnout po otcově smrti Richardovi. Jednalo se o obrovský zlatý stůl, hedvábný stan a sto galér s výstrojí a proviantem zřejmě pro nadcházející kruciátu. Johana byla po Richardově intervenci propuštěna a dle kronikářů okouzlila nedávno ovdovělého francouzského krále Filipa natolik, že se jí k Richardově nelibosti začal dvořit.

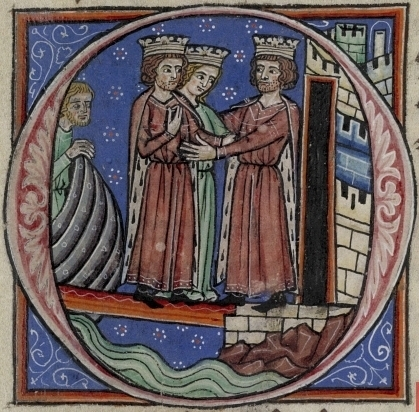
Johana s bratrem Richardem a Filipem Augustem na iluminaci z roku 1230

Po několika excesech anglických křižáků došlo v Mesině ke vzpouře. Richardovi se podařilo tajně vniknout do města, zapálit sicilskou flotilu v přístavu a získat rukojmí. Tankred usoudil, že nemá jiného východiska a vyplatil Richardovi 40 000 uncí zlata. Mělo to být odškodnění za dědictví odkázané Vilémem Jindřichovi II. a vdovské zajištění Johanino. Plánoval se také sňatek některé Tankredovy dcery s Richardovým synovcem Arturem. Richard svým vyjednáváním uznal Tankreda za právoplatného panovníka a tím si rozzlobil Jindřicha VI., což se mu o pár let později vymstilo.
Celá výprava strávila zimu na Sicílii a v březnu Eleonora Akvitánská přivezla Richardovi novou nevěstu Berengarii, která zůstala v péči Johany. Richard se rozhodl svatbu kvůli postní době odložit a vyplout vstříc Svaté zemi. O dva dny později byla křižácká flotila zasažena bouří, několik lodí bylo zničeno. Richard bezpečně přistál na Krétě, ale zbylé lodi byly zahnány ke Kypru, kde jich pár ztroskotalo. Samozvaný kyperský despota Izák Komnenos, spojenec Saladina, se snažil obě ženy vylákat na pevninu. Johana s Berengarií nabídce odolaly a vyčkaly Richardova příjezdu. Posléze Richard Kypr dobyl a Izáka i s dcerou zajal. Ještě před konečným dobytím ostrova za pomoci jeruzalémského krále Guye z Lusiganu se prchlivý Plantagenet 12. května 1191 v Limassolu oženil s navarrskou princeznou. Izák byl zavřen ve stříbrných okovech do johanitské pevnosti Margat a jeho dcera se stala společnicí Johany a Berengarie na křížové výpravě.

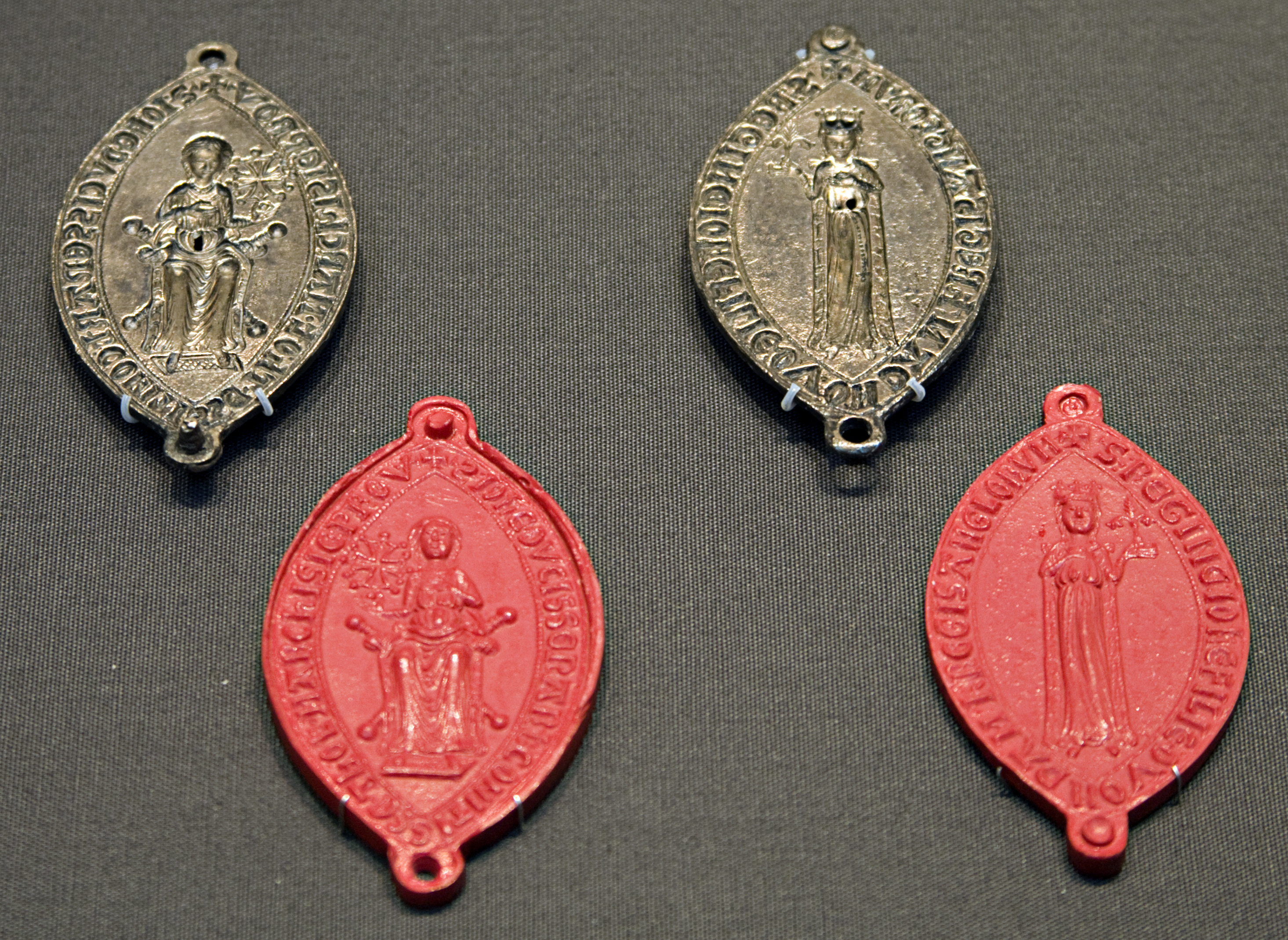
Johaniny pečetě

Johana byla bezesporu Richardovou nejmilejší sestrou. O to překvapivější je, že po kapitulaci Akkonu a bitvě u Arsufu během vyjednávání se Saladinem navrhl, aby se provdala za Saladinova bratra Safadina a vládla společně s ním celé Svaté zemi. Věnem měla být všechna pobřežní města nacházející se tou dobou v křižácké správě a nové království by bylo součástí Saladinových držav. Souhlasil Safadin i Saladin. Jednání překazila rozlícená Johana, která nápad zamítla a byla ochotná změnit názor pouze v případě, že Safadin přestoupí na křesťanskou víru, což zase odmítl potenciální ženich. Bylo by prý pro něj obtížné být dobrým křesťanem.
29. září 1192 odplula Johana společně s Berengarií a dcerou kyperského císaře Izáka ze Svaté země, přistály v Brindisi a odtamtud pokračovaly do Říma. Richarda čekalo ztroskotání a poté zajetí v Rakousích.

### Hraběnka z Toulouse
V říjnu 1196 se Johana v Rouenu znovu provdala. Vyvoleným se stal toulouský hrabě Raimond VI. Jako věno dostala Quercy a Agenais, sňatkem měl být zažehnán téměř čtyřicet let trvající konflikt mezí Raimundovci a vládci Akvitánie. V druhém manželství byla Johana nešťastná. Hrabě Raimund ji týral, stejně jako své předchozí manželky.
Poté, co se pokoušela v době manželovy nepřítomnosti zakročit proti vzbouřencům a zradili ji vojáci, chtěla jet za bratrem Richardem. Když obdržela zprávu o jeho smrti, přijela k matce, která ji přiměla k pobytu v klášteře Fontevraud, kde konečně nalezla klid. Utrápená Johana zemřela i s dítětem při porodu v Rouenu a na smrtelném loži byla díky arcibiskupskému povolení bez ohledu na trvající manželství zahalena závojem jeptišky. Byla pohřbena ve Fontevrault společně se svou rodinou, náhrobek se nedochoval.

## Vývod z předků
|                   |                               |  |                        |                              |  |  |  |  |  |  |  | Fulko IV. z Anjou |
|                   |                               |  |                        |                              |  |  |  |  |  |  |  |                   |
|                   | Fulko V. z Anjou              |  |                        |                              |  |  |  |  |  |  |  |                   |
|                   |                               |  |                        |                              |  |  |  |  |  |  |  |                   |
|                   |                               |  |                        | Bertrada z Montfortu         |  |  |  |  |  |  |  |                   |
|                   |                               |  |                        |                              |  |  |  |  |  |  |  |                   |
|                   | Geoffrey V. z Anjou           |  |                        |                              |  |  |  |  |  |  |  |                   |
|                   |                               |  |                        |                              |  |  |  |  |  |  |  |                   |
|                   |                               |  |                        | Eliáš I. z Maine             |  |  |  |  |  |  |  |                   |
|                   |                               |  |                        |                              |  |  |  |  |  |  |  |                   |
|                   | Ermengarda z Maine            |  |                        |                              |  |  |  |  |  |  |  |                   |
|                   |                               |  |                        |                              |  |  |  |  |  |  |  |                   |
|                   |                               |  |                        | Matylda ze Château-du-Loire  |  |  |  |  |  |  |  |                   |
|                   |                               |  |                        |                              |  |  |  |  |  |  |  |                   |
|                   | Jindřich II. Plantagenet      |  |                        |                              |  |  |  |  |  |  |  |                   |
|                   |                               |  |                        |                              |  |  |  |  |  |  |  |                   |
|                   |                               |  |                        | Vilém I. Dobyvatel           |  |  |  |  |  |  |  |                   |
|                   |                               |  |                        |                              |  |  |  |  |  |  |  |                   |
|                   | Jindřich I. Anglický          |  |                        |                              |  |  |  |  |  |  |  |                   |
|                   |                               |  |                        |                              |  |  |  |  |  |  |  |                   |
|                   |                               |  |                        | Matylda Flanderská           |  |  |  |  |  |  |  |                   |
|                   |                               |  |                        |                              |  |  |  |  |  |  |  |                   |
|                   | Matylda Anglická              |  |                        |                              |  |  |  |  |  |  |  |                   |
|                   |                               |  |                        |                              |  |  |  |  |  |  |  |                   |
|                   |                               |  |                        | Malcolm III. Skotský         |  |  |  |  |  |  |  |                   |
|                   |                               |  |                        |                              |  |  |  |  |  |  |  |                   |
|                   | Matylda Skotská               |  |                        |                              |  |  |  |  |  |  |  |                   |
|                   |                               |  |                        |                              |  |  |  |  |  |  |  |                   |
|                   |                               |  |                        | Markéta Skotská              |  |  |  |  |  |  |  |                   |
|                   |                               |  |                        |                              |  |  |  |  |  |  |  |                   |
| 'Johana Anglická' |                               |  |                        |                              |  |  |  |  |  |  |  |                   |
|                   |                               |  |                        |                              |  |  |  |  |  |  |  |                   |
|                   |                               |  | Vilém VIII. Akvitánský |                              |  |  |  |  |  |  |  |                   |
|                   |                               |  |                        |                              |  |  |  |  |  |  |  |                   |
|                   | Vilém IX. Akvitánský          |  |                        |                              |  |  |  |  |  |  |  |                   |
|                   |                               |  |                        |                              |  |  |  |  |  |  |  |                   |
|                   |                               |  |                        | Hildegarda Burgundská        |  |  |  |  |  |  |  |                   |
|                   |                               |  |                        |                              |  |  |  |  |  |  |  |                   |
|                   | Vilém X. Akvitánský           |  |                        |                              |  |  |  |  |  |  |  |                   |
|                   |                               |  |                        |                              |  |  |  |  |  |  |  |                   |
|                   |                               |  |                        | Vilém IV. z Toulouse         |  |  |  |  |  |  |  |                   |
|                   |                               |  |                        |                              |  |  |  |  |  |  |  |                   |
|                   | Filipa z Toulouse             |  |                        |                              |  |  |  |  |  |  |  |                   |
|                   |                               |  |                        |                              |  |  |  |  |  |  |  |                   |
|                   |                               |  |                        | Emma z Mortain               |  |  |  |  |  |  |  |                   |
|                   |                               |  |                        |                              |  |  |  |  |  |  |  |                   |
|                   | Eleonora Akvitánská           |  |                        |                              |  |  |  |  |  |  |  |                   |
|                   |                               |  |                        |                              |  |  |  |  |  |  |  |                   |
|                   |                               |  |                        | Boson II. ze Châtellerault   |  |  |  |  |  |  |  |                   |
|                   |                               |  |                        |                              |  |  |  |  |  |  |  |                   |
|                   | Aimery I. z Rochefoucauldu    |  |                        |                              |  |  |  |  |  |  |  |                   |
|                   |                               |  |                        |                              |  |  |  |  |  |  |  |                   |
|                   |                               |  |                        | Alienor z Thouars            |  |  |  |  |  |  |  |                   |
|                   |                               |  |                        |                              |  |  |  |  |  |  |  |                   |
|                   | Eleonora ze Châtelleraultu    |  |                        |                              |  |  |  |  |  |  |  |                   |
|                   |                               |  |                        |                              |  |  |  |  |  |  |  |                   |
|                   |                               |  |                        | Barthelemy z L'Isle Bouchard |  |  |  |  |  |  |  |                   |
|                   |                               |  |                        |                              |  |  |  |  |  |  |  |                   |
|                   | Dangereuse z l'Isle-Bouchaard |  |                        |                              |  |  |  |  |  |  |  |                   |
|                   |                               |  |                        |                              |  |  |  |  |  |  |  |                   |
|                   |                               |  |                        | Gerberge de Blaison          |  |  |  |  |  |  |  |                   |
|                   |                               |  |                        |                              |  |  |  |  |  |  |  |                   |